# چسینا
چسینا (به لاتین: Trzęsina) یک روستای لهستان در لهستان است که در Gmina Turawa واقع شده‌است.